# Monogrammist
Een monogrammist is een kunstenaar waarvan niet de naam maar enkele het monogram waarmee hij/zij signeerde bekend is. De term monogrammist, meestal samen met de letters in het monogram, wordt gebruikt als noodnaam voor de kunstenaar.

## Voorbeelden
Noodnamen van kunstenaars die een artikel hebben op Wikipedia:
- Braunschweiger Monogrammist
- Monogrammist BOS met het mes
- Monogrammist JAD